# (10106) Lergrav
(10106) Lergrav est un astéroïde de la ceinture principale.

## Description
(10106) Lergrav est un astéroïde de la ceinture principale. Il fut découvert le 1er mars 1992 à La Silla par le programme UESAC. Il présente une orbite caractérisée par un demi-grand axe de 2,34 UA, une excentricité de 0,16 et une inclinaison de 2,2° par rapport à l'écliptique.

## Compléments